# Oreneta de Mega
L'oreneta de Mega (Hirundo megaensis) és una espècie d'ocell de la família dels hirundínids (Hirundinidae). És endèmic de Mega, una regió del sud d'Etiòpia. Els seus hàbitats principals són la sabana seca, les praderies i matollars tropicals i subtropicals, tant secs com de muntanya, els cursos d'aigua, els jardins rurals, les àrees urbanes i les àrees forestals fortament degradades. El seu estat de conservació es considera vulnerable.